# Mag Mell
Il Mag Mell ("la pianura della gioia") è, nella mitologia irlandese, un mitico reame accessibile tramite la morte o la gloria. È chiamato in molti altri modi: la Terra della Giovinezza (Tír na nÓg), la Terra dei Viventi, la Terra Multicolore, la Terra Promessa.

## Descrizione
Il Mag Mell è un paradiso di felicità, visto come un'isola nel lontano Ovest o, alternativamente, come un regno sul fondo dell'oceano. Come isola è stato visitato da diversi eroi e monaci irlandesi. Nel Mag Mell malattia e morte non esistono, è un luogo di giovinezza e bellezza eterna, dove musica, forza, vita e tutti i piaceri esistono contemporaneamente. La felicità non cessa mai e nessuno desidera cibo o acqua.
Le leggende affermano che il suo sovrano è Tethra, il re dei Fomori, o, più frequentemente, Manannan mac Lir.
Il Mag Mell è noto soprattutto per il mito di Oisín e Niamh.
Oisín aveva bisogno di una guida per raggiungere il Mag Mell, che fu Niamh. Insieme raggiunsero questo regno incantato, dove trascorsero un certo tempo, finché la nostalgia non spinse Oisín a tornare alla madrepatria. Fu però sconvolto nell'apprendere che, mentre con Niamh aveva trascorso un solo anno nel Mag Mell, in Irlanda ne erano trascorsi ben cento. Oisín raggiunse l'Irlanda in groppa al magico cavallo di Niamh, ma lei lo avvertì di non toccare il suolo, altrimenti il peso degli anni gli sarebbe piombato addosso in un solo istante. Ma Oisín non sentì il consiglio e, in un solo momento, si mutò in un vecchio. Riuscì comunque a raccontare a San Patrizio la sua storia, e a venir benedetto prima della morte. Questo racconto ha diversi altri paralleli nel mondo, a cominciare dalla storia giapponese di Urashima Tarō.

## Nella cultura
Il fascino del Mag Mell sopravvisse all'era pagana anche dopo l'avvento del cristianesimo. In racconti posteriori però non si tratta più tanto di una realtà oltremondana, quanto di una sorta di paradiso terrestre che i viaggiatori avventurosi possono raggiungono navigando verso ovest, spesso trascinati da provvidenziali tempeste. Solitamente questi viaggiatori esplorano diverse altre isole fantastiche prima di raggiungere il Mag Mell e poi far ritorno. Sono da ricordare, tra loro: San Brendano, Brân il Benedetto e Mael Dúin.
Queste storie sono sicuramente state ispirata dalla nota abilità marinara dei monaci irlandesi, che raggiunsero e colonizzarono diverse isole, anche molto lontane. Di San Brendano si ipotizza persino che abbia raggiunto il continente americano diversi secoli prima di Cristoforo Colombo.